# NOW Christmas 2007
NOW Christmas 2007 er et dansk opsamlingsalbum udgivet 5. november 2007 af NOW Music. 

## Spor

### Cd 1
1. Queen – "Thank God It's Christmas"
2. Wham! – "Last Christmas"
3. Drengene fra Angora – "Jul I Angora"
4. Mel & Kim – "Rockin' Around The Christmas Tree"
5. Anden – "Jul på Vesterbro"
6. Julie & Martin Brygmann – Jesus & Josefine"
7. Cliff Richard – "Mistletoe & Wine"
8. Juice/S.O.A.P./Christina – "Let Love Be Love"
9. Bing Crosby – "White Christmas"
10. Slade – "Merry Xmas Everybody"
11. Gasolin – "Endelig Jul Igen"
12. Kylie Minogue – "Santa Baby"
13. Boney M – "Mary's Boy Child"
14. Lars Lilholt – "Lad Julen Vare Længe"
15. Elton John – "Step Into Christmas"
16. Diskofil – "Til Julebal I Nissebal" (Bodil Kjærs Plagiat Mix)
17. Martin Brygmann – "Lokes Rapsody"
18. Diana Ross & The Supremes – "Santa Claus Is Coming To Town"
19. Gnags – "Godt Nytår"

### Cd 2
1. Band Aid – "Do They Know It's Christmas Time"
2. Søs Fenger & Thomas Helmig – "Når Sneen Falder"
3. Paul McCartney – "Wonderful Christmastime"
4. MC Einar – "Jul Det' Cool"
5. Otto Brandenburg – "Søren Banjomus"
6. Stig Rossen – "Du Løfter Mig"
7. Henning Stærk – "Blue Christmas"
8. Flemming "Bamse" Jørgensen – "Jul På Vimmersvej"
9. Erasure – "She Won't Be Home"
10. Martin Brygmann & Sarah West – "Jul I Valhal"
11. Cartoons – "Santa Claus Is Coming To Town"
12. Gasolin – "Dejlig Er Jorden"
13. Shakin' Stevens – "Merry Christmas Everyone"
14. Monrad & Rislund – "Jul Igen" (Remix)
15. Cliff Richard – "21st Century Christmas"
16. Elvis Presley – "I'll Be Home For Christmas"
17. José Feliciano – "Feliz Navidad"
18. Bossen og Bumsen – "Op Te' Jul"
19. ABBA – "Happy New Year"

## Trivia
- Sange fra en foreløbig trackliste forud for udgivelsen (Webside ikke længere tilgængelig)

1. Céline Dion – "I Met An Angel (On Christmas Day)"
2. Gnags – "Julesang"